# Wojszyce (gmina)
Wojszyce (od 1953 Bedlno) – dawna gmina wiejska istniejąca do 1953 roku w woj. warszawskim, a następnie w woj. łódzkim. Nazwa gminy pochodzi od wsi Wojszyce, lecz siedzibą władz gminy było Bedlno.
W okresie międzywojennym gmina Wojszyce należała do powiatu kutnowskiego w woj. warszawskim. 1 kwietnia 1939 roku gminę wraz z całym powiatem kutnowskim przeniesiono do woj. łódzkiego.
Po wojnie gmina zachowała przynależność administracyjną. Według stanu z 1 lipca 1952 roku gmina Wojszyce składała się z 23 gromad. 21 września 1953 roku jednostka o nazwie gmina Wojszyce została zniesiona przez przemianowanie na gminę Bedlno.